# Angel Dust (альбом Z-Ro)
Angel Dust — шістнадцятий студійний альбом американського репера Z-Ro, виданий 2 жовтня 2012 р. лейблом Rap-A-Lot Records. Виконавчий продюсер: Дж. Прінс. Мастеринг, зведення: Джошуа Мур.
Це п'ята платівка поспіль, назва котрої пов'язана з наркотиками. За перший тиждень реліз розійшовся накладом у 3,7 тис. проданих копій у США.

## Список пісень
| #     | Назва                                  | Тривалість |
| ----- | -------------------------------------- | ---------- |
| 1.    | «Never Been»                           | 4:49       |
| 2.    | «These Days»                           | 3:39       |
| 3.    | «I Just Wanna Say»                     | 3:38       |
| 4.    | «Truth Is»                             | 4:12       |
| 5.    | «Dicc on U» (з участю B.G.)            | 4:20       |
| 6.    | «Love It» (з участю Lil Flea)          | 4:22       |
| 7.    | «Phuq with Me»                         | 3:37       |
| 8.    | «Young Nigga»                          | 4:29       |
| 9.    | «Time»                                 | 4:20       |
| 10.   | «Heaven»                               | 3:13       |
| 11.   | «Jaccers Wanna Know» (з участю Mike D) | 4:09       |
| 12.   | «Take My Time» (з участю Lil Flip)     | 4:23       |
| 13.   | «When I Get Free»                      | 4:15       |
| 14.   | «Today» (з участю K-Rino)              | 4:25       |
| 57:51 |                                        |            |

## Чартові позиції
| Чарт (2012)                         | Найвища позиція |
| ----------------------------------- | --------------- |
| US Billboard 200                    | 120             |
| US Billboard Top Independent Albums | 23              |
| US Billboard Top Rap Albums         | 13              |
| US Billboard Top R&B/Hip-Hop Albums | 17              |